# Vitningen (vid Nötö, Nagu)
Vitningen är en ö nära Nötö i Nagu,  Finland.   Den ligger i Pargas stad i den ekonomiska regionen  Åboland  och landskapet Egentliga Finland. Ön ligger omkring 4 kilometer norr om Nötö, omkring 24 kilometer söder om Nagu kyrka,  58 kilometer sydväst om Åbo och 180 km väster om Helsingfors. Närmaste allmänna förbindelse är förbindelsebryggan vid Nötö som trafikeras av M/S Eivor.